# Harry Houdini
Harry Houdini (tên khai sinh: Erik Weisz; sinh ngày 24 tháng 3 năm 1874 - mất ngày 31 tháng 10 năm 1926) là một người Mỹ gốc Hungary nổi tiếng với sự nghiệp ảo thuật trốn thoát, biểu diễn nhào lộn, diễn viên và nhà sản xuất phim về các màn trốn thoát giật gân của mình. Ông cũng là một người hoài nghi những màn trình diễn gian lận núp bóng dưới hình thức các hiện tượng siêu nhiên. Harry Houdini sinh tại Budapest, Áo-Hungary. Nghề nghiệp: ảo thuật, người "thổi" đồ của người khác, biểu diễn nhào lộn, diễn viên, nhà sử học, nhà sản xuất phim, phi công và người bóc trần sự thật. Ông qua đời ngày 31 tháng 10 năm 1926 (thọ 52 tuổi)
tại Detroit, Michigan.